# 11059 Nulliusinverba
11059 Nulliusinverba este un asteroid din centura principală de asteroizi.

## Descriere
11059 Nulliusinverba este un asteroid din centura principală de asteroizi. A fost descoperit pe 4 septembrie 1991 la Observatorul Palomar de Eleanor Francis Helin. Asteroidul prezintă o orbită caracterizată de o semiaxă mare de 2,57 ua, o excentricitate de 0,20 și o înclinație de 14,4° în raport cu ecliptica.